# Quinto Marcio
Quinto Marcio (en latín, Quintus Marcius) fue cónsul suffectus de la República romana en 36 a. C., junto con Lucio Nonio Asprenas. Perteneció a la gens Marcia, aunque no se sabe a qué rama.